# Sông Bến Tre
Sông Bến Tre là một con sông nhỏ tại tỉnh Bến Tre.

## Địa lý
Sông bắt đầu từ xã Tân Hào, huyện Giồng Trôm, chảy quanh co theo hướng tây bắc đến địa phận thành phố Bến Tre thì chia làm hai nhánh, một nhánh theo hướng bắc đổ ra sông Ba Lai tại ngã tư An Hoá, một nhánh theo hướng tây – nam đổ ra sông Hàm Luông tại xã Mỹ Thạnh An, thành phố Bến Tre.
Sông có chiều dài khoảng 30 km, là tuyến đường thủy nội tỉnh quan trọng của Bến Tre.